# Deniz Gamze Ergüven
Deniz Gamze Ergüven (prononcé [dɛniz gamzɛ ɛɾgy'vɛn]), née le 4 juin 1978 à Ankara en Turquie, est une réalisatrice, scénariste et actrice franco-turque.
Elle se fait connaître du grand public grâce à son film Mustang, sorti en 2015. Depuis 2016, elle est membre de l'Academy of Motion Picture Arts and Sciences (AMPAS).

## Biographie

### Enfance et formation
Deniz Gamze Ergüven est la fille d'un diplomate turc qui a travaillé pour l'UNESCO et l'OCDE. Elle grandit entre Paris (où sa famille s'installe alors qu'elle a six mois) et Ankara puis les États-Unis. Elle s'installe définitivement en France dans les années 1980. 
Après avoir obtenu une maîtrise d'Histoire africaine à Johannesbourg pour entreprendre une thèse d'anthropologie, Deniz Gamze Ergüven intègre la Fémis en 2002 et sort diplômée en réalisation en 2006.

### Carrière
Mustang, son premier long-métrage sorti en 2015, se déroule dans une famille turque et remporte un succès critique, lui valant le César du meilleur premier film et le César du meilleur scénario original à la 41e cérémonie des César en 2016. Il est aussi nommé à l'Oscar du meilleur film étranger.
En décembre 2016, à Hollywood, elle commence le tournage de Kings, un film en projet depuis une dizaine d'années sur les émeutes de 1992 à Los Angeles avec Halle Berry et Daniel Craig. Il sort en avril 2018 en France.
En 2017, elle est conviée par le Centre national du cinéma et de l’image animée à participer à une commission de cinéastes chargée de sélectionner le film qui représentera la France à l'Oscar 2018 du meilleur film en langue étrangère.
Elle remplace le réalisateur anglais Joe Wright pour tourner The Lifeboat, un film dans lequel l'actrice américaine Anne Hathaway tiendra l'un des rôles principaux.

### Vie personnelle
Pendant le montage de Mustang, elle donne naissance à un garçon, Gary, et se marie avec le père, un journaliste indépendant français, à Istanbul. Elle vit aujourd'hui entre Paris, Los Angeles et la Turquie. De parents divorcés, elle a une sœur qui s'appelle Zeynep. Elle dit en 2015 : « Je ne suis pas quelqu'un qui regarde la Turquie de l'extérieur ; sur le plan culturel je me sens française mais mes histoires ne concernent que la Turquie »,.
Après deux refus mal vécus, elle finit par obtenir la nationalité française après le succès de son premier film. Elle dira à ce sujet : « Il a fallu un mari français, un enfant français et un succès professionnel »,,.
Deniz Gamze Ergüven accepte d'être qualifiée de féministe mais ne se considère pas pour autant militante. Elle s'est par exemple impliquée dans le mouvement protestataire de 2013 en Turquie contre le pouvoir de Recep Tayyip Erdoğan — actuel président de la République mais à l'époque Premier ministre — pour notamment une plus grande émancipation des femmes turques. Finalement, elle regrettera que les opposants ne se soient pas fédérés « pour constituer une opposition crédible et efficace ».

## Filmographie

### Réalisatrice

#### Courts métrages
- 2003 : Ses ailes
- 2004 : Libérables
- 2004 : Ondes
- 2006 : Mon trajet préféré
- 2006 : Bir damla su (Une goutte d'eau)

#### Courts métrages documentaires
- 2018 : The Lifeboat

#### Longs métrages
- 2015 : Mustang
- 2017 : Kings

#### Télévision
- 2019 : The Handmaid's Tale : La Servante écarlate, saison 3 épisode 11 et 12

### Actrice
- 2006 : Bir damla su (Une goutte d'eau) (court métrage) d'elle-même : Lale, la nièce
- 2007 : Chacun son cinéma, segment Recrudescence d'Olivier Assayas : la jeune femme
- 2012 : The Capsule d'Athina Rachel Tsangari : la sixième femme
- 2012 : Augustine d'Alice Winocour : Denise

## Distinctions

### Récompenses
- César 2016 : César du meilleur premier film et César du meilleur scénario original pour Mustang
- Lumières 2016 : Lumière du meilleur film, et Lumière du meilleur premier film pour Mustang

### Nominations et sélections
- César 2016 : César du meilleur film et César du meilleur réalisateur pour Mustang
- Oscars 2016 : Oscar du meilleur film étranger pour Mustang